# Mario Acard
Pour les articles homonymes, voir Acard.
Mario Acard est un footballeur français né le 7 juin 1963 à Rouen. Il évolue au poste de gardien de but du début des années 1980 au milieu des années 1990. Il défend depuis Octobre 1985 non plus des cages de football mais les couleurs du Crédit Mutuel MABN. À ce jour il officie comme Directeur de Caisse du Val d'Huisne.

## Biographie
Il dispute 36 matchs dans le Championnat de Ligue 2 avec Le Mans UC 72 au cours de sa carrière.